# Акваско (Меріленд)
Акваско (англ. Aquasco) — переписна місцевість (CDP) в США, в окрузі Графство принца Георга штату Меріленд. Населення — 913 особи (2020).

## Географія
Акваско розташоване за координатами 38°35′22″ пн. ш. 76°41′26″ зх. д. / 38.58944° пн. ш. 76.69056° зх. д. (38.589530, -76.690491).  За даними Бюро перепису населення США в 2010 році переписна місцевість мала площу 57,30 км², з яких 51,26 км² — суходіл та 6,04 км² — водойми.

## Демографія
Згідно з переписом 2010 року, у переписній місцевості мешкала 981 особа в 374 домогосподарствах у складі 271 родини. Густота населення становила 17 осіб/км².  Було 424 помешкання (7/км²).
Расовий склад населення:
| - 54,5 % — білих - 43,0 % — чорних або афроамериканців - 0,6 % — корінних американців - 0,2 % — азіатів |

До двох чи більше рас належало 1,2 %. Частка іспаномовних становила 1,5 % від усіх жителів.
За віковим діапазоном населення розподілялося таким чином: 19,3 % — особи молодші 18 років, 61,7 % — особи у віці 18—64 років, 19,0 % — особи у віці 65 років та старші. Медіана віку мешканця становила 46,4 року. На 100 осіб жіночої статі у переписній місцевості припадало 104,4 чоловіків;  на 100 жінок у віці від 18 років та старших — 101,5 чоловіків також старших 18 років.
Середній дохід на одне домашнє господарство  становив 80 881 долар США (медіана — 63 042), а середній дохід на одну сім'ю — 91 987 доларів (медіана — 72 917). За межею бідності перебувало 1,6 % осіб, у тому числі 0,0 % дітей у віці до 18 років та 0,0 % осіб у віці 65 років та старших.
Цивільне працевлаштоване населення становило 373 особи. Основні галузі зайнятості: будівництво — 22,5 %, освіта, охорона здоров'я та соціальна допомога — 20,9 %, роздрібна торгівля — 12,6 %, науковці, спеціалісти, менеджери — 11,3 %.